# バレーボールギニア男子代表
バレーボールギニア男子代表は、バレーボールの国際大会で編成されるギニアの男子バレーボールナショナルチームである。
1961年に国際バレーボール連盟へ加盟。

## 過去の成績

### オリンピックの成績
- 出場なし

### 世界選手権の成績
- 1970年 - 24位

### アフリカ選手権の成績
- 1967年 - 3位